# Brad Johnstone
Bradley Ronald “Brad” Johnstone (Auckland, 30 luglio 1950) è un ex rugbista a 15 e allenatore di rugby a 15 neozelandese che, da giocatore, fu pilone per gli All Blacks negli anni settanta e, da tecnico, allenatore delle selezioni nazionali di rugby XV di Italia e Figi.

## Biografia
Proveniente da Auckland, Brad Johnstone, figlio di rugbista (suo padre Ron fu giocatore negli anni quaranta e cinquanta), era già titolare a 15 anni nella prima squadra della scuola superiore, la Takapuna Grammar School (North Shore).
Nel 1971 entrò nella selezione provinciale dell'Auckland Rugby Football Union, nella quale rimase per 10 anni come pilone e con cui ebbe le prime esperienze di rugby internazionale quasi subito, visto che la sua squadra fu impegnata contro i British Lions, in Nuova Zelanda per il loro tour del 1971. La prima volta che rappresentò il suo Paese fu a livello U-23, con gli All Blacks juniors in tour in Australia.
Esordì nella Nazionale maggiore nel 1976, subentrando in un incontro con il Sudafrica, ma dopo il secondo incontro del tour fu rimandato a casa per un sospetto infortunio. Tuttavia, appena rientrato, fu schierato dall'Auckland, che ebbe modo di criticare lo staff medico degli All Blacks per la supposta imperizia con cui aveva diagnosticato l'infortunio.
In Nazionale fu impiegato sporadicamente fino alla fine del 1979 e totalizzò 13 test match e due mete, per un totale di 8 punti; fece parte della squadra che, nel tour 1978 nel Regno Unito, realizzò il Grande Slam contro le quattro Home Nation.
Con la selezione locale dell'Auckland Johnstone disputò 122 incontri; dal 1977 al 1981, anno del suo ritiro, fu capitano della squadra; vinse la Ranfurly Shield nel 1979 seguendo le orme di suo padre che, da capitano dello stesso club, vinse il torneo nel 1952.
Dopo il ritiro Johnstone, benché nativo di Auckland, si dedicò alla crescita del gioco nella zona del North Shore, di cui allenò anche la rappresentativa giovanile; più avanti lavorò anche all'estero.
Le sue esperienze più significative furono la guida tecnica della Nazionale figiana, condotta alla Coppa del Mondo di rugby 1999 fino ai quarti di finale, e quella italiana, dal 2000 al 2002 attraverso tre tornei del Sei Nazioni.
In passato Johnstone aveva già avuto esperienze di tecnico in Italia, avendo guidato dal 1989 al 1991 l'Aquila.
I risultati deludenti (una sola vittoria all'esordio contro la Scozia e 14 sconfitte successive nel Sei Nazioni, senza vittorie di prestigio, oltre alla rottura con i giocatori più rappresentativi come Alessandro Troncon) portarono al suo esonero (rimase sotto contratto sino al dicembre 2003) e al rimpiazzo con il suo connazionale John Kirwan.
Successivamente ha collaborato come allenatore degli "avanti" delle Figi